# Isòtop traçador
Un isòtop traçador (marcador isotòpic o emprenta isotòpica) és una proporció d'isòtops no radiogènics estables, isòtops radiogènics estables, o isòtops radioactius inestables d'elements concrets en un material investigat. Les proporcions d'isòtops d'un material de mostra es mesuren mitjançant espectrometria de masses de proporcions d'isòtops contra un material de referència isotòpic. Aquest procés s'anomena anàlisi isotòpica.
En aquesta tècnica, un o més àtoms de la molècula d'interès se substitueixen per un àtom del mateix element químic, però d'un isòtop diferent (com ara un isòtop radioactiu utilitzat en el marcatge radioactiu). Atès que l'àtom «marcat» té el mateix nombre de protons, es comportarà gairebé de la mateixa manera que l'àtom no marcat i, amb poques excepcions, no interferirà amb la reacció que es vol investigar. No obstant això, la diferència en el nombre de neutrons implica que serà possible detectar-ho de manera diferent que els altres àtoms del mateix element.

## Isòtops estables
La massa atòmica dels diferents isòtops afecta el seu comportament cinètic químic, donant lloc a processos naturals de separació d'isòtops.

### Isòtops del carboni
Per exemple, diferents fonts i embornals de metà tenen una afinitat diferent pels isòtops 12C i 13C, la qual cosa permet distingir entre diferents fonts per la relació 13C/12C en metà a l'aire. En geoquímica, paleoclimatologia i paleoceanografia aquesta relació s'anomena δ13C. La relació es calcula respecte a l'estàndard Pee Dee Belemnite (PDB):
{\displaystyle \delta {\ce {^{13}C}}_{\mathrm {mostra} }=\left({\frac {{\ce {^{13}C/^{12}C}}_{{\ce {mostra}}}}{{\ce {^{13}C/^{12}C}}_{\mathrm {estandard} }}}-1\right)\cdot 1000} ‰
De la mateixa manera, el carboni dels carbonats inorgànics mostra poc fraccionament isotòpic, mentre que el carboni dels materials originats per la fotosíntesi s'esgota dels isòtops més pesats. A més, hi ha dos tipus de plantes amb diferents vies bioquímiques; 
- la fixació del carboni C3, on l'efecte de separació d'isòtops és més pronunciat,
- la fixació del carboni C4, on el 13C més pesat està menys esgotat, i les plantes de metabolisme àcid de les crassulàcies (CAM), on l'efecte és similar però menys pronunciat que amb les plantes C4.

| Grup d'algues                | Rang δ13C       |
| ---------------------------- | --------------- |
| HCO3- usant algues vermelles | −22.5‰ a −9.6‰  |
| CO2- usant algues vermelles  | −34.5‰ a −29.9‰ |
| Algues marrons               | −20.8‰ a −10.5‰ |
| Algues verdes                | −20.3‰ a −8.8‰  |

El fraccionament isotòpic a les plantes és causat per factors físics (difusió més lenta del 13C als teixits vegetals a causa de l'augment del pes atòmic) i bioquímics (preferència del 12C per dos enzims: RuBisCO i fosfoenolpiruvat carboxilasa). Les diferents proporcions d'isòtops per als dos tipus de plantes es propaguen a través de la cadena alimentària, per la qual cosa és possible determinar si la dieta principal d'un humà o animal consisteix principalment en plantes C3 (arròs, blat, soia, patates) o plantes C4 (blat de moro o vedella alimentada amb blat de moro) mitjançant l'anàlisi d'isòtops del seu col·lagen de carn i ossos (no obstant això, per obtenir determinacions més precises, també s'ha de tenir en compte el fraccionament isotòpic del carboni, ja que diversos estudis han informat una discriminació significativa del 13C durant la biodegradació de substrats). Dins de les plantes C3, els processos que regulen els canvis en δ13C s'entenen bé, especialment a nivell de fulla, però també durant la formació de la fusta. Molts estudis recents combinen el fraccionament isotòpic a nivell de fulla amb patrons anuals de formació de fusta (és a dir, el δ13C de l'anell de l'arbre ) per quantificar els impactes de les variacions climàtiques i la composició atmosfèrica sobre els processos fisiològics d'arbres individuals i rodals forestals. La següent fase de comprensió, almenys en els ecosistemes terrestres, sembla ser la combinació de múltiples mesures isotòpics per desxifrar les interaccions entre plantes, sòls i atmosfera, i predir com els canvis en l'ús del sòl afectaran el canvi climàtic. De la mateixa manera, els peixos marins contenen més 13C que els peixos d'aigua dolça, amb valors aproximats a les plantes C4 i C3 respectivament.
La proporció d'isòtops de carboni-13 i carboni-12 en aquest tipus de plantes és la següent:
- Plantes C4 : -16 a -10 ‰
- Plantes CAM : -20 a -10 ‰
- Plantes C3 : -33 a -24 ‰

Les pedres calcàries formades per la precipitació als mars del diòxid de carboni atmosfèric contenen una proporció normal de 13C. Per contra, la calcita que es troba als doms de sal prové del diòxid de carboni format per l'oxidació del petroli, que pel seu origen vegetal està esgotat en 13C. La capa de pedra calcària dipositada a l'extinció del Pèrmic (252 Ma) es pot identificar per la caiguda de l'1% en la relació 13C/12C.

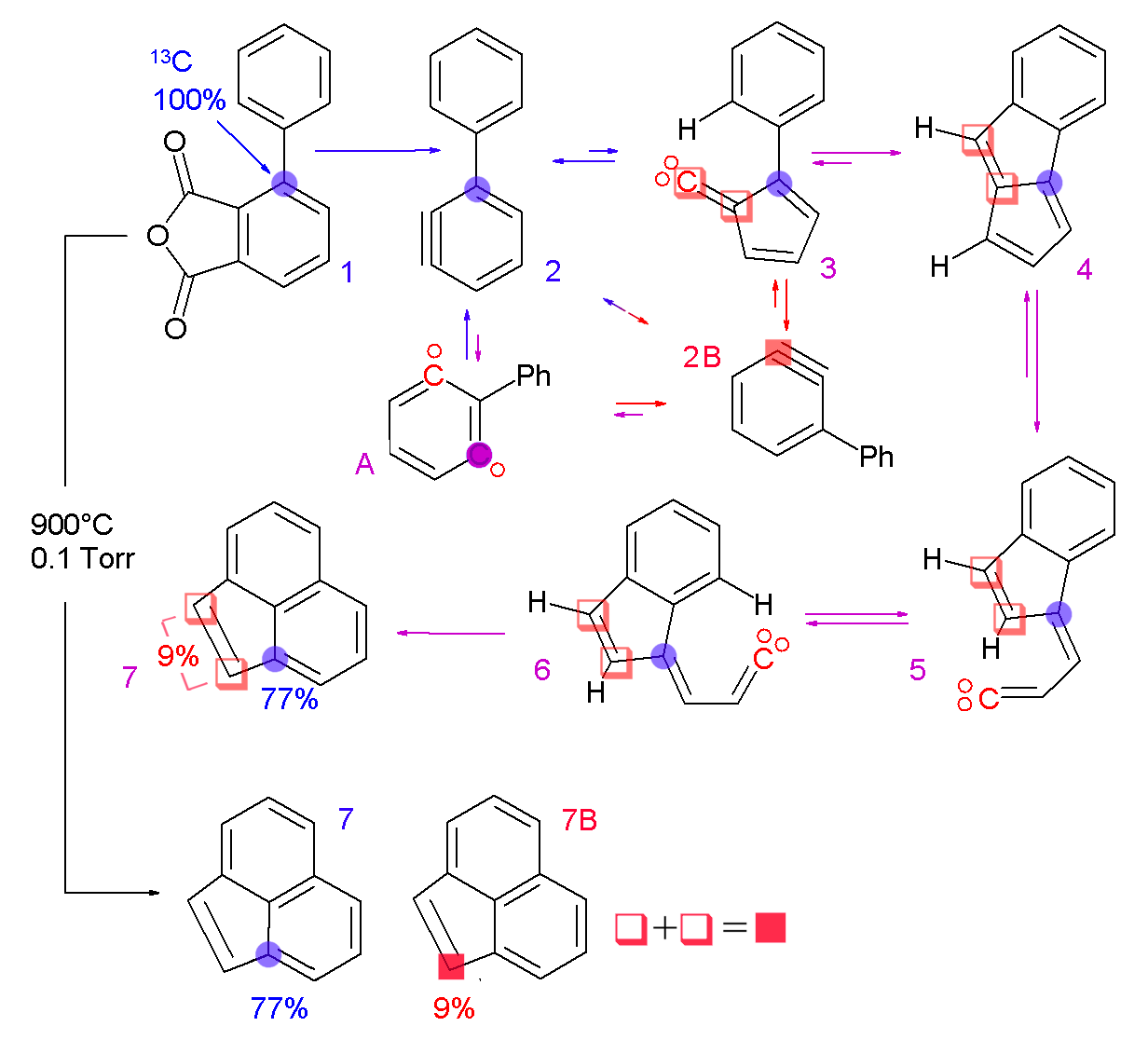
Exemple d'ús disòtop traçador. L'ús d'àtoms de carboni-13 permet determinar el mecanisme en la reacció de conversió 1,2- a 1,3-didehidrobenzè del fenil precursor d'arin substituït 1 a acenaftilè

L'isòtop 14C és important per distingir els materials biosintetitzats dels fets per l'home. Els productes químics biogènics es deriven del carboni biosfèric, que conté 14C. El carboni en els productes químics fabricats artificialment es deriva generalment de combustibles fòssils com el carbó o el petroli, on el 14C present originalment s'ha desintegrat per sota dels límits detectables. Per tant, la quantitat de 14C present actualment en una mostra indica la proporció de carboni d'origen biogènic.

### Isòtops del nitrogen
El nitrogen-15, o 15N, s'utilitza sovint en investigacions agrícoles i mèdiques, per exemple en l'experiment de Meselson i Stahl per establir la naturalesa de la replicació de l'ADN. Una extensió d'aquesta investigació va donar lloc al desenvolupament d'un sondeig d'isòtops estables basat en l'ADN, que permet examinar els vincles entre la funció metabòlica i la identitat taxonòmica dels microorganismes del medi, sense necessitat d'aïllar el cultiu. Les proteïnes es poden marcar isotòpicament cultivant-les en un medi que conté 15N com a única font de nitrogen, per exemple, en proteòmica quantitativa com SILAC.
El nitrogen-15 s'utilitza àmpliament per localitzar compostos de nitrogen mineral (especialment fertilitzants) al medi ambient. Quan es combina amb l'ús d'altres etiquetes isotòpiques, el 15N també és un traçador molt important per descriure el destí dels contaminants orgànics nitrogenats. El traçat de nitrogen-15 és un mètode important utilitzat en biogeoquímica.
La proporció d'isòtops estables de nitrogen, 15N/14N o δ15N, tendeix a augmentar amb el nivell tròfic, de manera que els herbívors tenen valors d'isòtops de nitrogen més alts que les plantes, i els carnívors tenen valors d'isòtops de nitrogen més alts que els herbívors. Depenent del teixit que s'examini, tendeix a haver-hi un augment de 3-4 parts per mil amb cada augment del nivell tròfic. Per tant, els teixits i els cabells dels vegans contenen δ15N significativament més baix que els cossos de les persones que mengen principalment carn. De la mateixa manera, una dieta terrestre produeix una signatura diferent a la d'una dieta marina. L'anàlisi isotòpica del cabell és una font important d'informació per als arqueòlegs, que proporciona pistes sobre les antigues dietes i les diferents actituds culturals davant les fonts d'aliments. Una sèrie d'altres factors ambientals i fisiològics poden influir en la composició isotòpica del nitrogen a la base de la xarxa tròfica (és a dir, a les plantes) o a nivell d'animals individuals. Per exemple, a les regions àrides, el cicle del nitrogen tendeix a ser més «obert» i propens a la pèrdua de 14N, augmentant δ15N en sòls i plantes. Això condueix a valors de δ15N relativament alts en plantes i animals en ecosistemes càlids i àrids en relació amb els ecosistemes més freds i humits. A més, l'elevat δ15N s'ha relacionat amb l'excreció preferent de 14N i la reutilització de teixits de 15N ja enriquits al cos en condicions d'estrès hídric prolongat o amb una ingesta insuficient de proteïnes. δ15N també proporciona una eina de diagnòstic en ciència planetària, ja que la proporció que s'exhibeix a les atmosferes i els materials superficials «està estretament lligada a les condicions en què es formen els materials».

### Isòtops de l'oxigen
L'oxigen es presenta en tres variants, però el 17O és tan rar que és molt difícil de detectar (~0,04% abundant). La proporció de 18O/16O a l'aigua depèn de la quantitat d'evaporació que va experimentar l'aigua (ja que el 18O és més pesat i, per tant, és menys probable que es vaporitzi). Com que la tensió del vapor depèn de la concentració de sals dissoltes, la relació 18O/16O mostra una correlació amb la salinitat i la temperatura de l'aigua. A mesura que l'oxigen s'incorpora a les cloïsses dels organismes secretors de carbonat de calci, aquests sediments demostren un registre cronològic de la temperatura i la salinitat de l'aigua de la zona.
La proporció d'isòtops d'oxigen a l'atmosfera varia de manera previsible amb l'època de l'any i la ubicació geogràfica; per exemple, hi ha una diferència del 2% entre la precipitació rica en 18O a Montana i la precipitació esgotada en 18O als Keys de Florida. Aquesta variabilitat es pot utilitzar per a la determinació aproximada de la ubicació geogràfica d'origen d'un material; per exemple, és possible determinar on es va produir un enviament d'òxid d'urani. S'ha de tenir en compte la taxa d'intercanvi d'isòtops de superfície amb l'entorn. Les signatures isotòpiques d'oxigen de mostres sòlides (orgàniques i inorgàniques) es mesuren normalment amb piròlisi i espectrometria de masses. Els investigadors han d'evitar l'emmagatzematge inadequat o prolongat de les mostres per obtenir mesures precises.

### Isòtops del sofre
| Isòtop | Abundància | Semivida  |
| ------ | ---------- | --------- |
| 32S    | 94.99%     | Estable   |
| 33S    | 0.75%      | Estable   |
| 34S    | 4.25%      | Estable   |
| 35S    | <0.1%      | 87.4 dies |
| 36S    | 0.01%      | Estable   |

El sofre té quatre isòtops estables, 32S, 33S, 34S i 36S, dels quals el 32S és el més abundant per un gran marge a causa del fet que és creat pel 12C molt comú a les supernoves. Les proporcions d'isòtops de sofre s'expressen gairebé sempre com a relacions relatives a 32S a causa d'aquesta gran abundància relativa (95,0%). Els fraccionaments d'isòtops de sofre es mesuren normalment en termes de δ34S a causa de la seva major abundància (4,25%) en comparació amb els altres isòtops estables de sofre, tot i que de vegades també es mesura δ33S. Es creu que les diferències en les proporcions d'isòtops de sofre existeixen principalment a causa del fraccionament cinètic durant les reaccions i transformacions.
| Font natural  | Rang δ34S  |
| ------------- | ---------- |
| Petroli       | -32‰ a -8‰ |
| Aigua de riu  | -8‰ a 10‰  |
| Roques lunars | -2‰ a 2.5‰ |
| Meteorits     | 0‰ a 2‰    |
| Aigua de mar  | 17‰ a 20‰  |

Els isòtops de sofre es mesuren generalment contra estàndards; abans de 1993, l'estàndard de troilita de Canyon Diablo (abreujat a CDT), que té un 32S/34S igual a 22.220, s'utilitzava tant com a material de referència com com a punt zero per a l'escala isotòpica. Des de 1993, l'estàndard Vienna-CDT s'ha utilitzat com a punt zero, i hi ha diversos materials utilitzats com a materials de referència per a les mesures d'isòtops de sofre. S'ha demostrat que els fraccionaments de sofre per processos naturals mesurats amb aquests estàndards existeixen entre -72‰ i +147‰, tal com es calcula mitjançant l'equació següent:
{\displaystyle \delta {\ce {^{34}S}}_{\mathrm {mostra} }=\left({\frac {{\ce {^{34}S/^{32}S}}_{{\ce {mostra}}}}{{\ce {^{34}S/^{32}S}}_{\mathrm {estandard} }}}-1\right)\cdot 1000}
Com a element molt redox-actiu, el sofre pot ser útil per registrar els principals esdeveniments que alteren la química al llarg de la història de la Terra, com les evaporites marines que reflecteixen el canvi en l'estat redox de l'atmosfera provocat per la Catàstrofe de l'oxigen.

## Isòtops radiogènics

### Isòtops del plom
El plom consta de quatre isòtops estables: 204Pb, 206Pb, 207Pb i 208Pb. Les variacions locals en el contingut d'urani/tori/plom provoquen una àmplia variació específica de la ubicació de les proporcions isotòpiques del plom de diferents localitats. El plom emès a l'atmosfera pels processos industrials té una composició isotòpica diferent del plom dels minerals. La combustió de la gasolina amb un additiu de tetraetilplom provoca la formació de partícules omnipresents riques en plom de la mida d'un micròmetre en el fum d'escapament dels cotxes; sobretot a les zones urbanes les partícules de plom artificials són molt més comunes que les naturals. Les diferències en el contingut isotòpic de les partícules que es troben en els objectes es poden utilitzar per a la geolocalització aproximada de l'origen de l'objecte.

## Isòtops radiactius
Les partícules calentes, les partícules radioactives de la pluja radioactiva i els residus radioactius també presenten diferents signatures isotòpiques. La seva composició de radionúclids (i, per tant, la seva edat i origen) es pot determinar per espectrometria de masses o per espectroscòpia gamma. Per exemple, les partícules generades per una explosió nuclear contenen quantitats detectables de 60Co i 152Eu. L'accident de Txernòbil no va alliberar aquestes partícules, però sí 125Sb i 144Ce. Les partícules de les explosions submarines consisteixen principalment en sals marines irradiades. Les ràtios de 152Eu/155Eu, 154Eu/155Eu i 238Pu/239Pu també són diferents per a les armes nuclears de fusió i fissió, la qual cosa permet la identificació de partícules calentes d'origen desconegut.
L'urani té una proporció d'isòtops relativament constant en totes les mostres naturals amb ~ 0,72% 235U unes 55 ppm 234U (en equilibri secular amb el seu núclid pare 238U) i el balanç format per 238U. Les composicions isotòpiques que divergeixen significativament d'aquests valors són evidència que l'urani ha estat objecte d'esgotament o enriquiment d'alguna manera o que (una part d'ell) ha participat en una reacció de fissió nuclear. Si bé aquest últim és gairebé tan universal a causa de la influència humana com els dos primers, el reactor de fissió nuclear natural d'Oklo (Gabon), es va detectar mitjançant un desviament important de concentració de 235U en mostres d'Oklo en comparació amb les de tots els altres jaciments coneguts a la Terra. Tenint en compte que 235U és un material preocupant per la proliferació, ja que ara tots els proveïdors de combustible d'urani aprovats per l'OIEA fan un seguiment de la composició isotòpica de l'urani per assegurar-se que no se'n desvia amb finalitats nefastes. Així, es faria evident ràpidament si un altre dipòsit d'urani, a més d'Oklo, demostrés haver estat una vegada un reactor de fissió nuclear natural.

## Aplicacions

### Estudis arqueològics
En estudis arqueològics, s'han utilitzat proporcions d'isòtops estables per fer un seguiment de la dieta dins del període de formació dels teixits analitzats (10-15 anys per al col·lagen ossi i períodes intraanuals per a la bioapatita de l'esmalt dental) d'individus; «receptes» d'aliments (residus de recipients de ceràmica); llocs de cultiu i tipus de plantes cultivades (extraccions químiques de sediments); i migració d'individus (material dental).

### Ciències forenses
Amb l'arribada de l'espectrometria de masses de proporcions d'isòtops (IRMS), les signatures isotòpiques dels materials troben un ús creixent en medicina forense, distingint l'origen de materials semblants i fent un seguiment dels materials fins a la seva font comuna. Per exemple, les signatures isòtopes de les plantes poden estar fins a cert punt influenciades per les condicions de creixement, inclosa la humitat i la disponibilitat de nutrients. En el cas dels materials sintètics, la signatura està influenciada per les condicions durant la reacció química. El perfil de signatura isotòpica és útil en casos en què altres tipus de perfils (com per exemple la caracterització de les impureses), no són òptimes. L'electrònica juntament amb detectors de centelleig s'utilitzen habitualment per avaluar signatures d'isòtops i identificar fonts desconegudes.
Es va publicar un estudi que demostra la possibilitat de determinar l'origen d'una cinta d'embalatge de PSA marró comú mitjançant l'ús de la signatura isotòpica de carboni, oxigen i hidrogen del polímer de suport, els additius i l'adhesiu. La mesura de les proporcions isotòpiques del carboni es pot utilitzar per a la detecció de l'adulteració de la mel. L'addició de sucres originats a partir de blat de moro o canya de sucre (plantes C4) esbiaixeix la proporció isotòpica dels sucres presents a la mel, però no influeix en la proporció isotòpica de les proteïnes; en una mel no adulterada, les proporcions isotòpiques del carboni de sucres i proteïnes haurien de coincidir. Es pot detectar un nivell d'addició tan baix com el 7%.
Les explosions nuclears formen 10Be per una reacció de neutrons ràpids amb 13C en el diòxid de carboni de l'aire. Aquest és un dels indicadors històrics de l'activitat passada als llocs d'assaig nuclear.

### Orígens del Sistema Solar
Les empremtes isotòpiques s'utilitzen per estudiar l'origen dels materials al Sistema Solar. Per exemple, les proporcions d'oxigen isotòpic de la Lluna semblen ser essencialment idèntiques a les de la Terra. Les proporcions isotòpiques d'oxigen, que es poden mesurar amb molta precisió, donen una signatura única i diferent per a cada cos del Sistema Solar. Diferents signatures isotòpiques d'oxigen poden indicar l'origen del material expulsat a l'espai. La proporció d'isòtops del titani de la Lluna (50Ti/47Ti) sembla propera a la de la Terra (dins de 4 ppm). El 2013, es va publicar un estudi que indicava que l'aigua del magma lunar era «indistingible» de les condrites carbonàcies i gairebé la mateixa que la de la Terra, basat en la composició dels isòtops d'aigua.

### Registres de la vida primerenca a la Terra
La biogeoquímica d'isòtops s'ha utilitzat per investigar la línia de temps que envolta la vida i les seves primeres iteracions a la Terra. Les empremtes isotòpiques típiques de la vida, conservades als sediments, s'han utilitzat per suggerir, però no necessàriament demostren, que la vida ja existia a la Terra fa 3.850 milions d'anys.
L'evidència d'isòtops de sofre també s'ha utilitzat per corroborar el moment del Gran Esdeveniment d'Oxidació, durant el qual l'atmosfera de la Terra va experimentar un augment mesurable d'oxigen (al voltant del 9% dels valors moderns) per primera vegada fa uns 2.300-2.400 milions d'anys. S'ha trobat que els fraccionaments d'isòtops de sofre independents de la massa estaven generalitzats en el registre geològic abans d'uns 2.450 milions d'anys, i des d'aleshores aquestes emprentes isotòpiques han cedit al fraccionament dependent de la massa, proporcionant una forta evidència que l'atmosfera va passar d'anòxica a oxigenada en aquest llindar.
Se sap que els bacteris sulfat-reductors moderns redueixen favorablement el 32S més lleuger en lloc del 34S, i la presència d'aquests microorganismes pot alterar de manera mesurable la composició d'isòtops de sofre de l'oceà. Com que els valors de δ34S dels minerals sulfurs estan influenciats principalment per la presència de bacteris sulfat-reductors, l'absència de fraccionaments d'isòtops de sofre en els minerals sulfurs suggereix l'absència d'aquests processos bacterians o l'absència de sulfat disponible lliurement. Alguns han utilitzat aquest coneixement del fraccionament microbià del sofre per suggerir que els minerals (és a dir, la pirita) amb grans fraccionaments d'isòtops de sofre en relació amb la composició de l'aigua de mar inferida poden ser proves de vida. Aquesta afirmació no és clara, però, i de vegades es contesta utilitzant proves geològiques dels minerals sulfurs de ~ 3,49 Ga trobats a la Formació de Dresser d'Austràlia Occidental, que es troba que tenen valors de δ34S tan negatius com -22‰. Com que no s'ha demostrat que els minerals sulfurs i barita es formen en absència d'una entrada hidrotermal important, no és una evidència concloent de la vida o de la via de reducció del sulfat microbià a l'Arqueà.